# Synagoga Najhausa w Warszawie
Synagoga Najhausa w Warszawie – nieistniejący prywatny dom modlitwy, który znajdował się w Warszawie, w kamienicy przy ulicy Grzybowskiej 11/79.
Synagoga została założona najprawdopodobniej podczas II wojny światowej przez rabina Najhausa, mimo oficjalnego zakazu odprawiania publicznych modłów, wydanego przez władze niemieckie. 
Nie jest znana data likwidacji synagogi, ale budynek, w którym się znajdowała, został doszczętnie zniszczony.